# Шегинівська сільська територіальна громада
Шегинівська сільська територіальна громада — територіальна громада в Україні, в Яворівському районі Львівської області. Адміністративний центр — село Шегині.
Утворена 18 грудня 2016 році шляхом об'єднання Шегинівської, Балицької, Гусаківської, Поповицької сільських рад.
Населення 5 170 осіб станом на 1 січня 2017 року.
12 червня 2020 року розширена шляхом долучення Мишлятицької, Хідновицької, Золотковицької, Тщенецької та Мостиської Другої сільських рад Мостиського району.

## Населені пункти
До складу Шегинівської громади входять 30 сіл:
- Баличі
- Биків
- Боєвичі
- Боляновичі
- Боратичі
- Буців
- Великі Новосілки
- Волиця
- Ганьковичі
- Гориславичі
- Гусаків
- Золотковичі
- Іорданівка
- Конюшки
- Липки
- Малі Новосілки
- Мишлятичі
- Мостиська Другі
- Мочеради
- Плешевичі
- Поповичі
- Радохинці
- Тамановичі
- Тишковичі
- Толуковичі
- Тщенець
- Хатки
- Хідновичі
- Циків
- Шегині

## Керівництво
Голова ОТГ Кривейко Ігор Мирославович

## Соціальна сфера
На території Шегинівської громади працює 1 загальноосвітня школа І-ІІІ ступеня, 2 ЗОШ І-ІІ ступеня, 3 НВК. Також працює 17 закладів культури, 8 ФАПів та 2 амбулаторії.